# Duje Strukan
Duje Strukan (* 16. Mai 1984) ist ein kroatischer Fußballschiedsrichter.
Strukan leitet seit der Saison 2011/12 Spiele in der kroatischen 1. HNL.
Seit 2017 steht er auf der Liste der FIFA-Schiedsrichter und leitet internationale Fußballspiele.
In der Saison 2020/21 leitete Strukan erstmals ein Spiel in der Europa League, bisher noch keine Spiele in der Champions League, aber in der Qualifikation zu beiden Wettbewerben. Zudem pfiff er bereits Partien in der Nations League, in der EM-Qualifikation für die Europameisterschaft 2021 und in der europäischen WM-Qualifikation für die Weltmeisterschaft 2022 in Katar.
Am 19. Mai 2021 leitete Strukan das Finale des kroatischen Fußballpokals 2020/21 zwischen Dinamo Zagreb und NK Istra 1961 (6:3).
Zudem wurde Strukan als Vierter Offizieller bei der U-17-Europameisterschaft 2017 in Kroatien eingesetzt.